# David Chastain
David T. Chastain (Atlanta, Georgia, 31 de agosto de 1963) es un guitarrista estadounidense, propietario de las compañías Leviathan Records y Diginet Music.
Chastain es un guitarrista de heavy metal que emergió de la escena de la década de 1980 en la oleada de guitarristas neoclásicos. Ha publicado alrededor de 50 grabaciones bajo múltiples nombres como David T. Chastain, CJSS, Georgia Blues Dawgs, The Cincinnati Improvisational Group, SPIKE, Zanister, Ruud Cooty y Southern Gentlemen, al igual que varias grabaciones de heavy metal con su banda Chastain, acompañado de la cantante femenina Leather Leone.
En años más recientes, David se ha desempeñado como productor discográfico con su propia compañía, Leviathan Records. Su sello se especializa en descubrir e impulsar a nuevos talentos, haciendo énfasis en guitarristas y bandas.

## Discografía

### Solista
- Instrumental Variations - 1987
- Within the Heat - 1989 Leviathan Records
- Elegant Seduction - 1991 Leviathan Records
- Movements Thru Time - 1992 Leviathan Records
- Next Planet Please - 1994 Leviathan Records
- Acoustic Visions - 1998 Leviathan Records
- Rock Solid Guitar - 2001 Leviathan Records
- Prisoner of Time - 2005 Diginet Music
- Countdown to Infinity - 2007 Leviathan Records
- Heavy Excursions - 2009 Leviathan Records
- Civilized Warfare - 2011 Leviathan Records

### Spike
- The Price of Pleasure - 1983 Starbound Records

### CJSS
- World Gone Mad- 1985 Leviathan Records
- Praise the Loud - 1986 Leviathan Records
- Kings of the World - 2000 Pavement Music

### Chastain
- Mystery of Illusion - 1985 Shrapnel Records
- Ruler of the Wasteland - 1986 Shrapnel Records
- The 7th of Never - 1987 Leviathan Records
- The Voice of the Cult - 1988 Leviathan Records
- For Those Who Dare - 1990 Leviathan Records
- Sick Society - 1995 Leviathan Records
- In Dementia - 1997 Leviathan Records
- In an Outrage - 2004 Leviathan Records
- The Reign of Leather - 2010 Leviathan Records
- Surrender To No One - 2013 Leviathan Records
- We Bleed Metal - 2015 Leviathan Records
- We Bleed Metal 17 - 2017 Leviathan Records

### Zanister
- Symphonica Millennia - 1999 Shark Records
- Fear No Man - 2001 Leviathan Records

### Southern Gentlemen
- Exotic Dancer Blues - 2000 Leviathan Records
- Double Your Pleasure - 2003 Leviathan Records
- Third Time Is the Charm - 2006 Leviathan Records
- Valley of Fire - 2008 Leviathan Records
- Instrumentalized - 2009 Leviathan Records